# Anthrenus taricus
Anthrenus taricus là một loài bọ cánh cứng trong họ Dermestidae. Loài này được Zhantiev miêu tả khoa học năm 2006.